# 小行星7681
小行星7681（7681 Chenjingrun）是一颗绕太阳运转的小行星，为主小行星带小行星。该小行星于1996年12月24日发现，以中国数学家陈景润命名。

## 轨道参数
小行星7681的轨道半长轴为2.3374659 UA，离心率为0.152。